# Medea Norsa

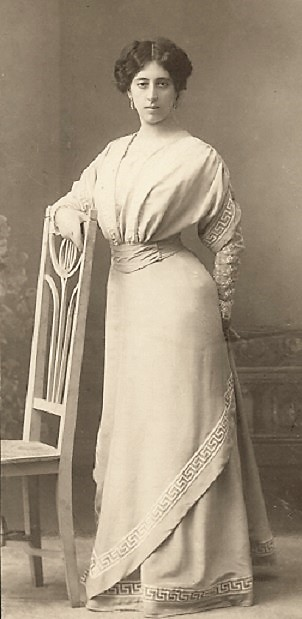
Medea Norsa (1890er Jahre)

Medea Norsa (* 26. August 1877 in Triest, Österreich-Ungarn; † 28. Juli 1952 in Florenz) war eine italienische Klassische Philologin und Papyrologin.

## Leben
Medea Norsa wuchs in Triest auf, das damals zum Kaiserreich Österreich-Ungarn gehörte. Sie war die älteste Tochter eines jüdischen Vaters und einer katholischen (slowenischen) Mutter. Nach dem Besuch des Lyzeums bereitete sich Norsa von 1899 bis 1900 durch Privatunterricht auf die Reifeprüfung vor, die sie am Gymnasium der Stadt Koper erreichte. Anschließend studierte sie an der Universität Wien und an der Universität Florenz (ab 1901), wo sie besonders der Romanist Pio Rajna und der Gräzist Girolamo Vitelli beeinflussten. Besonders Vitellis Förderung wurde entscheidend für ihre weitere Laufbahn, während der sich Norsa vor allem der Papyrologie zuwandte. Am 4. Juli 1906 wurde sie mit einer Arbeit über den Aias des Sophokles und die Sieben gegen Theben des Aischylos promoviert.
Nach dem Studium unternahm Norsa Forschungsreisen und arbeitete danach als Lehrerin der Alten Sprachen an einem Lyzeum in Florenz. In dieser Zeit setzte sie auch ihre Zusammenarbeit mit Vitelli fort, der sie in seinem Papyrologischen Institut mit der Edition und Interpretation von Papyri betraute. Von 1920 bis 1940 war Norsa von der Società Italiana per la ricerca dei papiri greci e latini in Egitto abgeordnet, griechische und lateinische Papyri in Ägypten zu erwerben. Ab 1926 hielt sie außerdem Lehrveranstaltungen an der Universität Florenz ab, ab 1933 papyrologische Übungen an der Scuola Normale Superiore in Pisa. Nach Vitellis Tod (1935) leitete sie das Papyrologische Institut. Während der Besetzung Italiens durch die deutsche Wehrmacht (1943/1944) zog sie sich wegen ihrer jüdischen Herkunft aus der Öffentlichkeit zurück. Während eines Bombenangriffs am 23. März 1944 wurde ihre Wohnung mitsamt ihrer Privatbibliothek zerstört. Zusätzlich erschwerten in der Nachkriegszeit verschiedene Krankheiten ihre Arbeit.
Die ihr von der Universität Pisa seit 1941 mehrmals in Aussicht gestellte erste Professur für Papyrologie in Italien wurde ihr nicht zuteil. Medea Norsa hat nie geheiratet und starb am 28. Juli 1952 im Alter von 74 Jahren vereinsamt in einem Nonneninstitut in Florenz.

## Anerkennung
Medea Norsa zählte als einzige Frau zu den führenden Papyrologen ihrer Zeit. Einige sehr wichtige Entdeckungen, auch auf dem freien antiquarischen Markt, verdankt man ihren fundierten Kenntnissen der griechischen Sprache, durch die sie schnell und sicher wichtige Texte erkannte. Eine ihrer bekanntesten Entdeckungen war das Fragment eines Gedichts der bekannten griechischen Lyrikerin Sappho, das auf Tonscherben geschrieben war und daher Sappho-Ostrakon genannt wurde. Die im Jahr 1937 erfolgte Veröffentlichung brachte ihr große internationale Anerkennung.
Sie war Mitglied der Società Colombaria Fiorentina in Florenz, der Pontificia Accademia Romana di Archeologia, des Deutschen Archäologischen Instituts und der Association Internationale de Papyrologues in Brüssel. In der Bayerischen Akademie der Wissenschaften in München war sie das erste weibliche Mitglied, das nicht nur den Ehrentitel erhielt, und blieb zeitlebens das einzige.
2008 gründete die italienische Papyrologin Silvia Strassi das Zentrum für Papyrusforschung Medea Norsa in Triest.

## Schriften (Auswahl)
- mit Girolamo Vitelli u. a.: Papiri greci e latini (Pubblicazione della Società Italiana per la ricerca dei papiri greci e latini in Egitto). 14 Bände, Florenz 1912–1957
- Papiri greci delle collezioni italiane. 3 Bände, Rom 1929–1946
- mit Girolamo Vitelli: Il Papiro Vaticano Greco 11: 1. Phaborinou peri phyges. 2. Registri fondiari della Marmarica. Rom 1931
- mit Girolamo Vitelli: Διηγήσεις di poemi di Callimaco in un papiro di Tebtynis. Florenz 1934
- La scrittura letteraria greca dal sec. IV a.C. all’VIII d. C. Florenz 1939